# Katia (1938)
Katia is een Franse dramafilm uit 1938 onder regie van Maurice Tourneur. Het scenario is gebaseerd op de gelijknamige roman uit 1938 van de Roemeens-Franse auteur Marthe Bibesco.

## Verhaal
In 1857 maakt tsaar Alexander II van Rusland kennis met de jonge Catharina Dolgoroekova in het kasteel van haar vader. Twee jaar later ontmoet hij haar opnieuw aan het Smolny-instituut. Wanneer ze enkele jaren later een bevallige vrouw is geworden, wordt ze de minnares van de tsaar. Bij de Russische adel doet hun verhouding al spoedig de wenkbrauwen fronsen. Catharina wordt naar Parijs verbannen om een schandaal te voorkomen.

## Rolverdeling
| Acteur             | Personage                |
| ------------------ | ------------------------ |
| Danielle Darrieux  | Catharina Dolgoroekova   |
| John Loder         | Alexander II van Rusland |
| Aimé Clariond      | Graaf Schowaloff         |
| Marie-Hélène Dasté | Maria Aleksandrovna      |
| Marcel Carpentier  | Generaal Potapoff        |
| Raymond Aimos      | Anatole                  |
| Georges Prieur     | Kamerheer                |
| Thérèse Dorny      | Barones                  |
| Marcelle Praince   | Grootvorstin             |
| Jacques Erwin      | Troubetzkoï              |
| André Carnège      | Grootvorst               |
| Geller             |                          |
| Pierre Labry       | Politieagent             |
| Georges Flateau    | Napoleon III             |
| Génia Vaury        | Keizerin Eugénie         |
| Jacqueline Dhomont | Leerling                 |
| Anthony Gildès     | Hoogwaardigheidsbekleder |
| Paul Marthès       | Turkse ambassadeur       |
| Jean Aymé          |                          |
| Robert Seller      | Klant                    |
| André Varennes     | Ivanoff                  |
| Paul Demange       | Klant                    |
| Édouard Hemme      |                          |
| André Numès fils   | Klant                    |
| Georges Douking    | Spion                    |
| Paul Escoffier     | Arts                     |
| Pierre de Ramey    |                          |
| Eddy Debray        | Louis                    |
| Marthe Mellot      | Surveillant              |
| Maurice Schutz     |                          |
| Ginette d'Yd       | Hofdame                  |
| Ariane Pathé       | Leerling                 |
| Marie-Claire       | Leerling                 |
| Cicco              |                          |
| Germaine Michel    | Sidonie                  |
| Marcel Simon       | Prins Dolgoroeki         |
| Charlotte Lysès    | Schoolhoofd              |
| Jeanne Provost     | Juffrouw Trépeau         |